# 精算符號
精算符號是精算用的一套速記法，以便寫出與利率和生命表相關的數學公式。
現有的記法，把上標和下標放在主要符號的左或右邊，像光暈一樣圍繞著。以下會列出一些例子。
有些建議的方法改變記法為線性，令符號可以橫向書寫，不需用到上標和下標。這種方法可以免除現有方法在計算上的困難，但現在仍未有一套標準的線性標記方法。

## 例子

### 利率
{\displaystyle \,i\,}是一年後得到的利息的利率。所以如果年利率是8%，那麼{\displaystyle \,i=0.08\,}。
{\displaystyle \,i^{(12)}\,}是當利息為每月支付時，把一個月的利率按單利轉為一年的利率，就是把它乘上12。它與{\displaystyle \,i\,} 不同，因為每個月所得利息，可以用來在下一月賺取利息。事實上，它們的關係式是：
{\displaystyle \!1+i=\left(1+i^{(12)}/12\right)^{12}\!}
{\displaystyle \,v\!} 是一年的貼現率。{\displaystyle \,v\!}可以從下式算出：{\displaystyle \,v=1/(1+i)\,}。它是用來計算若將來要獲得一定的金額，現在須投資的金額。例如如果要一年後獲得1的金錢，現在需要{\displaystyle \,v\,}；若要在5年後獲得25，現在需要{\displaystyle \,25v^{5}\,}。

### 生命表
{\displaystyle \,l_{x}\,}是在x歲活著的人的數目。
{\displaystyle \,d_{x}\,}是在x歲在1年間逝世的人的數目：{\displaystyle \,d_{x}=l_{x}-l_{x+1}\,}。
{\displaystyle \,p_{x}\!}是在x歲的人活到x+1歲的概率：   {\displaystyle \,p_{x}=l_{x+1}/l_{x}\!}。
{\displaystyle \,q_{x}\!}是x歲的人在1年間逝世的概率：    {\displaystyle \,q_{x}=d_{x}/l_{x}\,}。
{\displaystyle \,{}_{2}p_{x}\,}是在x歲的人活到x+2歲的概率：   {\displaystyle \,{}_{2}p_{x}=p_{x}p_{x+1}\,}。
{\displaystyle \,{}_{2}q_{x}\,}是在x歲的人在2年間逝世的概率：   {\displaystyle \,{}_{2}q_{x}=1-{}_{2}p_{x}\,}。